# Bassareus formosus
Bassareus formosus är en skalbaggsart som först beskrevs av F. E. Melsheimer 1847.  Bassareus formosus ingår i släktet Bassareus och familjen bladbaggar. Inga underarter finns listade i Catalogue of Life.